# Saint-Leu (Reunião)
Saint-Leu é uma comuna francesa no departamento ultramarino de Reunião. Estende-se por uma área de 118.37 km², e possui 34.196 habitantes, segundo o censo de 2018, com uma densidade de 290 hab/km².